# Fatsja
Fatsja (Fatsia Decne. & Planch.) – rodzaj roślin z rodziny araliowatych. Obejmuje trzy gatunki z Azji Wschodniej. Rośliny te kwitną jesienią i zimą, kwiaty zapylane są przez owady.
Fatsja japońska (F. japonica) jest popularnie uprawiana jako roślina ozdobna. Rzadziej w uprawie spotykany jest gatunek F. polycarpa. Uprawiany jest też mieszaniec międzyrodzajowy – fatsjobluszcz lizjański ×Fatshedera lizei powstały ze skrzyżowania fatsji japońskiej z bluszczem irlandzkim H. helix subsp. hibernica.

## Morfologia
PokrójZimozielone krzewy i małe drzewa, osiągające do 5 m wysokości. Pędy grube, pozbawione kolców.
LiściePojedyncze, skórzaste, dłoniasto klapowane, z 7–11 klapami, na brzegu piłkowane. U nasady z przylistkami zrośniętymi z ogonkiem liściowym, pochwiasto obejmujące łodygę.
KwiatyDrobne, zwykle obupłciowe, rzadziej jednopłciowe, białe, zebrane w szczytową wiechę lub baldach złożony, składający się z wielu baldaszków, wsparty cienkimi i szybko odpadającymi podsadkami. Rozgałęzienia kwiatostanu białe. Kielich z 5 drobnymi ząbkami lub całkiem zredukowany tylko do pierścienia. Płatków korony i pręcików jest po 5. Wolnych słupków jest 5 lub 10. Zalążnia jest dolna.
OwoceKulistawe pestkowce czarne po dojrzeniu, zawierające 3 do 10 bocznie spłaszczonych nasion.

## Systematyka
Jeden z rodzajów podrodziny Aralioideae w obrębie rodziny araliowatych Araliaceae.
Wykaz gatunków
- Fatsia japonica (Thunb.) Decne. & Planch. – fatsja japońska
- Fatsia oligocarpella Koidz.
- Fatsia polycarpa Hayata

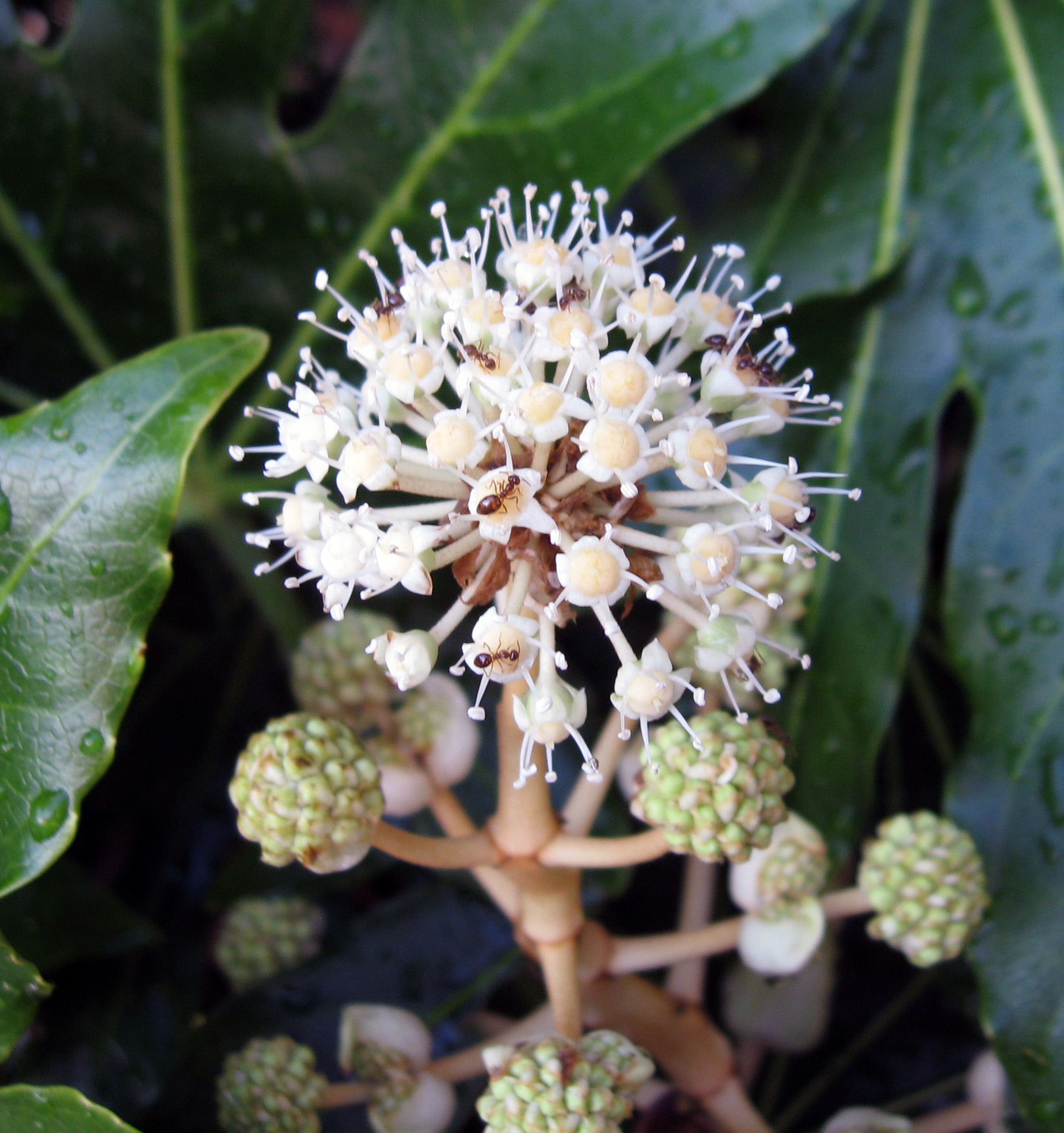
Kwiatostan fatsji japońskiej
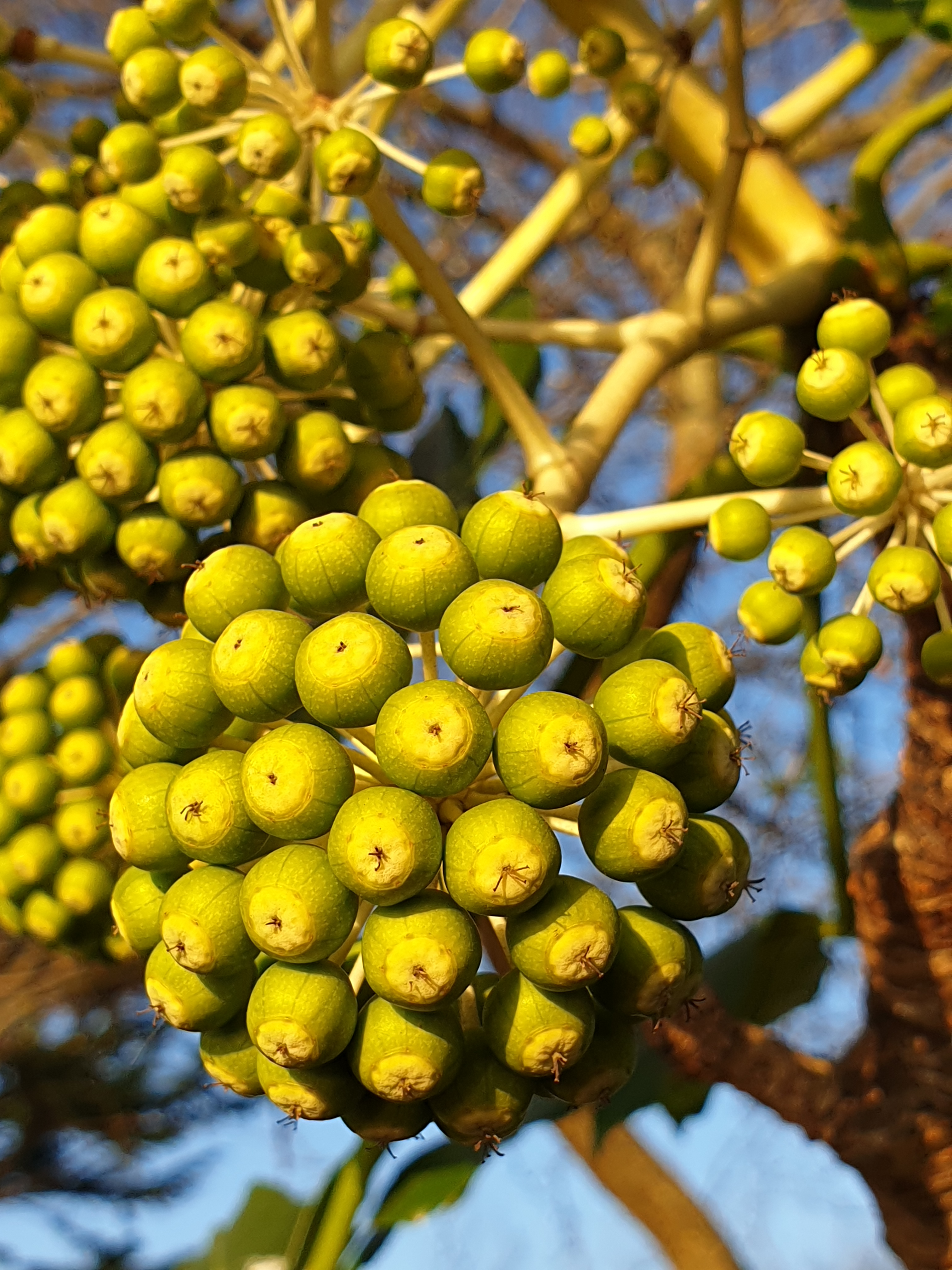
Owoce fatsji japońskiej
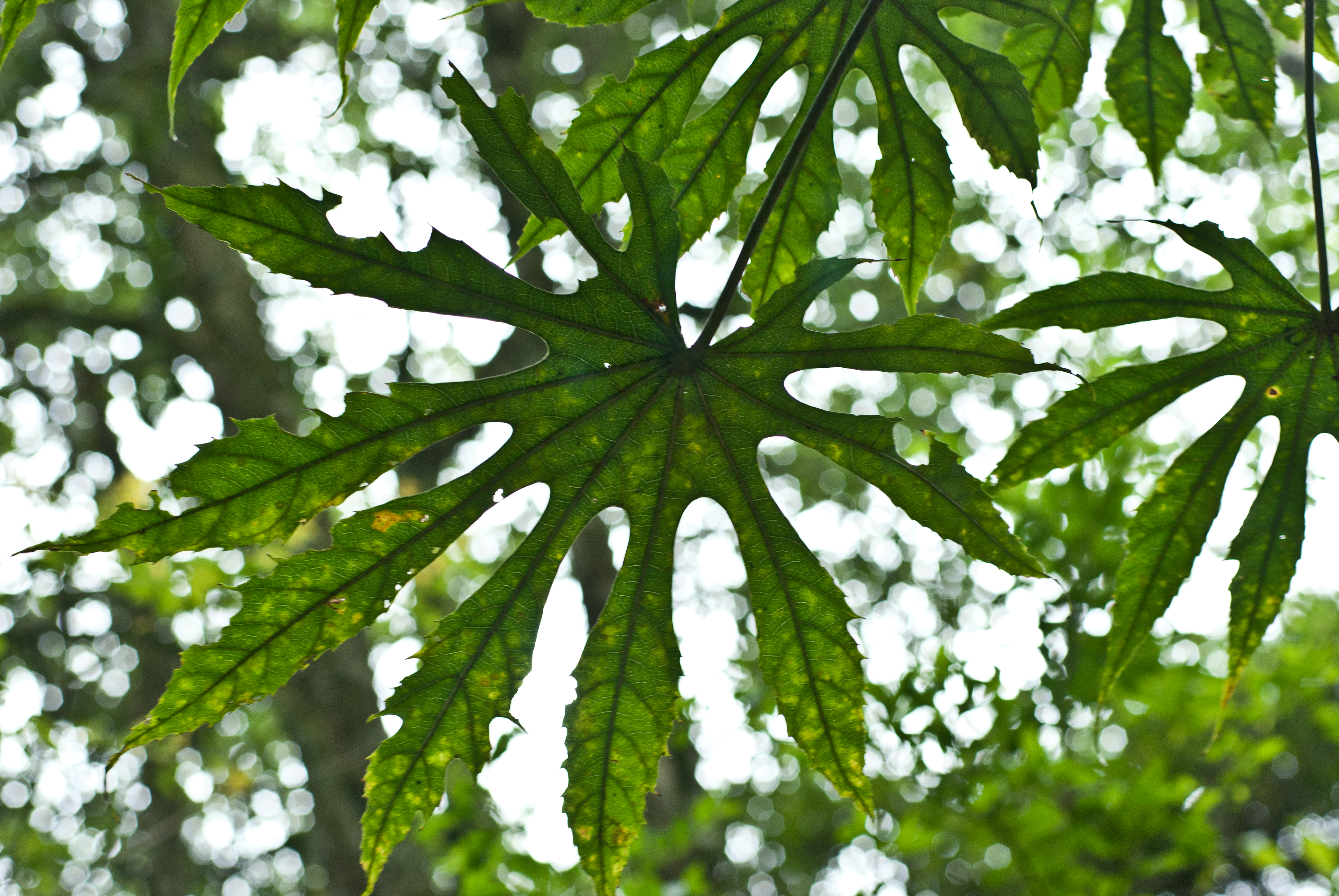
Liść F. polycarpa